# باميلا غيلبرت
باميلا غيلبرت (بالإنجليزية: Pamela Gilbert)‏ هي محامية أمريكية، ولدت في 3 أكتوبر 1958 في نيو برونزويك في الولايات المتحدة.